# Бєльцький державний університет
Бєльцький державний університет імені Алеку Руссо (рум. Universitatea de stat «A. Russo» din Bălți (USARB)) — вищий навчальний заклад Республіки Молдова, акредитований державою та розташований у місті Бєльці. На його філологічному факультеті діє єдина на контрольованій Кишиневом території катедра української мови.

## Історія
Університет заснований у 1945 році. У 1953 році університету присвоєно назву — «Бєльцький  державний педагогічний інститут» (БДПІ).
Відповідно з рішенням уряду Республіки Молдова № 330 від 21 травня 1992 року «Бєльцький державний педагогічний інститут» було реорганізовано у «Бєльцький державний університет імені Алеку Руссо», який отримав назву на честь відомого молдовського поета, письменника, літературного критика і публіциста.
У Бєльцькому університеті діє 8 факультетів, докторантура та організовано курси підвищення кваліфікації. Навчання в університеті поділяється на два цикли: перший цикл — ліценціатський, другий цикл — магістерський.
За свою більш ніж 70-річну історію Бєльцький державний університет імені Алеку Руссо підготував близько 47 000 фахівців.

## Факультети
У Бєльцькому університеті діють факультети:

- Факультет техніки, фізики, математики та інформатики
- Філологічний факультет
- Факультет іноземних мов і літератур
- Факультет педагогіки, психології та соціального забезпечення (соціальної роботи)
- Факультет музики та музичної педагогіки
- Факультет права
- Факультет економіки
- Факультет природознавства та агроекології.

## Ліцеї
- Педагогічний теоретичної ліцей імені Йона Крянге
- Ліцей мистецтв «Amadeus».

## Відомий науковець
- Филип Микола Дмитрович — молдовський науковець в галузі фізики, відомий роботою над темою «розповсюдження ультракоротких радіохвиль», почесний член Академії наук Молдови.

## Відомі випускники
- Баланіч Олександр Михайлович (нар. 1954) — доктор технічних наук, перший проректор, проректор з навчальної частини Бєльцького державного університету імені Алеку Руссо.
- Максименко Ігор Павлович (1963—2015) — капітан Збройних сил України, учасник російсько-української війни (з 2014).